# 센트럴 파크

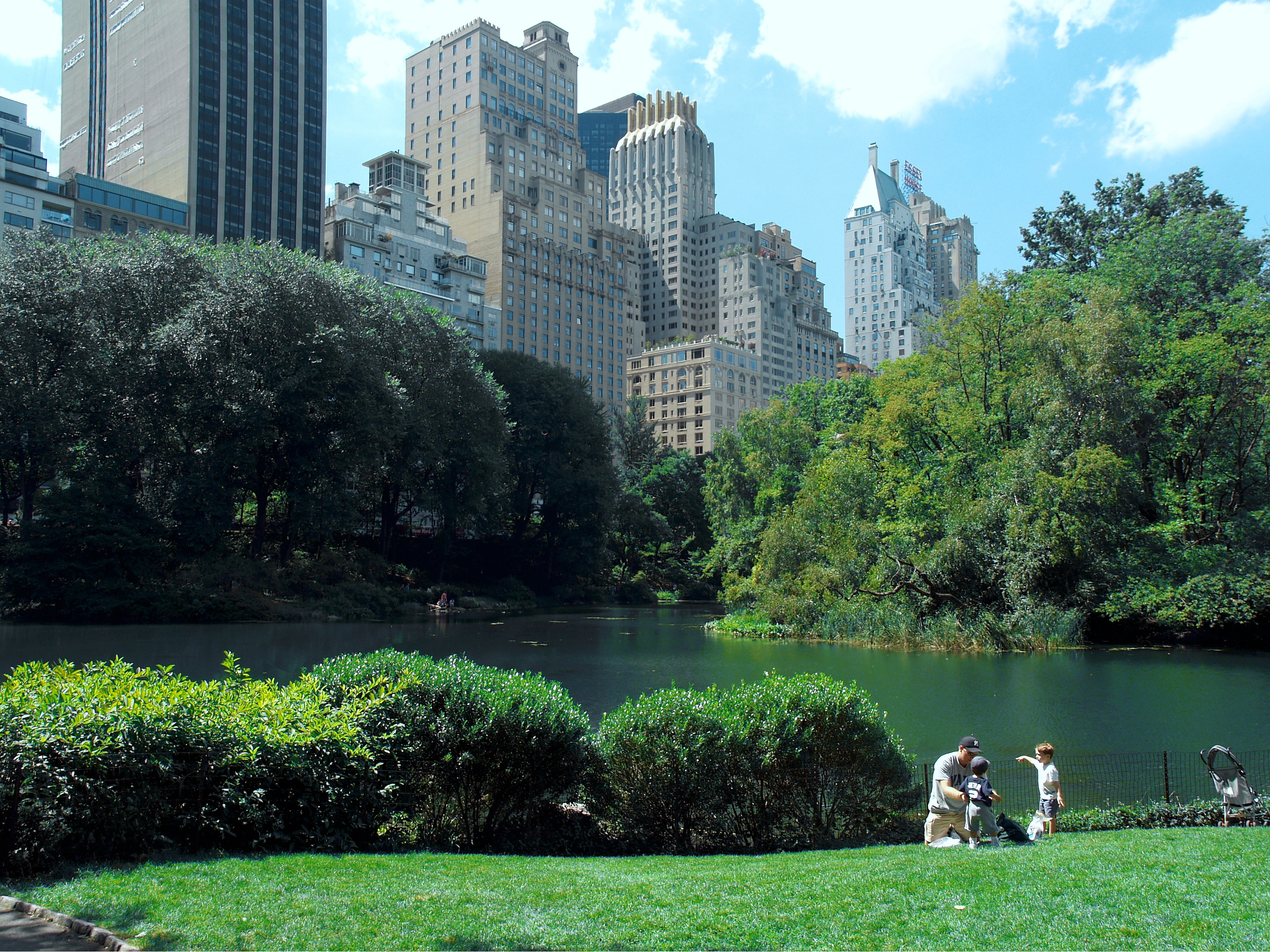
센트럴 파크

센트럴 파크(영어: Central Park)는 미국 뉴욕주 뉴욕 맨해튼에 있는 도시 중심부의 공원이다. 해마다 2,500만 명의 관광객이 이곳을 찾으며 미국 전역을 통틀어 가장 많은 사람이 찾는 공원으로 꼽힌다. 뿐만 아니라 영화나 TV 프로그램에 등장하는 공원의 모습은 전 세계적으로 센트럴 파크를 유명 장소가 되는 데 일조하였다. 공원 전체의 관할은 개인 비영리단체인 센트럴 파크 관리위(the Central Park Conservancy)에서 담당하며 뉴욕시와 함께 관리한다.
공원은 북쪽으로 서부 110번 가(West 110th Street), 남쪽으로 서부 59번 가(West 59th Street), 서쪽으로 센트럴 파크 서부(Central Park West) 동쪽으로 5번 가(Fifth Avenue)에 접해 있다. 한편 공원 주변에 있는 건물들의 모습이 아름다운 것으로 유명하다.
센트럴 파크는 브루클린의 프로스펙트 공원(Brooklyn's Prospect Park) 공사를 함께 했던 디자이너 프레더릭 로 옴스테드와 건축가 칼베르트 바우스(Calvert Vaux)가 디자인하였다. 대개 공원들이 자연 경관을 그대로 두고 있다. 센트럴 파크 또한 그러하다. 공원에는 인공 호수와 연못, 여러개의 산책로, 2개의 아이스링크, 동물원, 정원, 야생동물 보호구역, 넓은 자연림이 있다. 뿐만 아니라 외부 원형극장이 있어 여름마다 셰익스피어 축제가 열린다. 공원은 아이들의 놀이터가 될 뿐만 아니라 운동 경기를 위해서도 유용한 공간이다. 철새들이 쉬며 머물고 가는 곳이기도 하여 새 연구자들이 자주 이 공원을 찾는다고 한다. 공원 주위의 10km 내외는 산책을 즐기는 사람들, 자전거를 타거나 인라인 스케이트를 타는 이들로 붐빈다. 이로 인해 주말과 저녁 7시 이후로는 공원 주변의 차량 통행이 전면 금지된다.

## 복지공원
한편 프레더릭 로 옴스테드는 센트럴 파크를 조성해야할 필요성에 대해서 '지금 이곳(센트럴파크)에 공원을 만들지 않는다면, 100년 후에는 이 넓이의 정신병원이 필요할 것이다.'라고 공공복지를 위한 공원의 사회적 가치와 이의 구현이 얼마나 절실하게 도시생활에 필수적인가를 언급한바있다. 이후 많은 도시설계가들에 의해서 센트럴 파크는 본격적인 현대 도시 공원의 시초로 여겨지고 있다.
또한 그는 1859년 발표된 “센트럴파크 설명문(Description of the Central Park)”에서 다음과 같이 언급했다. '공원의 주요 목적은 건강한 레크레이션을 즐길 수 있는 최적의 공간을 도시에 사는 모든 계층에게 제공하는 것이다. (…) 공원은 부자와 가난한 사람, 젊은이와 노인, 포악한 사람과 고결한 사람 모두에게 건강한 오락을 제공해야 한다.'

## 역사
센트럴 파크는 처음으로 1853년에 778에이커(315 헥타르)의 공원으로 승인되었다. 1857년 경관 설계자 프레더릭 로 옴스테드(Frederick Law Olmsted)와 건축가 및 조경 디자이너 칼베르트 바우스(Calvert Vaux)가 "Greensward Plan"이라는 계획을 가지고 공원을 설계하기위한 디자인 공모전에서 우승했다. 건설은 같은 해에 시작되었고, 공원의 첫 번째 지역은 1858년 후반에 대중에게 공개되었다. 센트럴 파크의 북쪽 끝에 있는 추가 토지는 1859년에 구입되었으며, 이후 부분 개장으로 계속해서 추가 공개되었으며 공원은 1876년에 완공되었다.

## 센트럴 파크를 무대로 한 작품
- 마다가스카의 펭귄
- 어둠속에 나홀로
- 어거스트 러쉬
- Crysis 2
- 클로버필드
- 스튜어트 리틀
- 섹스 앤 더 시티
- 그랜드 테프트 오토 IV
- 고질라
- 터미네이터 2: 심판의 날
- 다이하드 3
- 박물관이 살아있다!
- 퍼니셔
- 동쪽의 에덴
- 마법에 걸린 사랑
- 나 홀로 집에 2
- 마다가스카
- 엄청나게 시끄럽고 믿을 수 없게 가까운
- 발토
- 존윅

## 같이 보기
- 버큰헤드 공원(Birkenhead Park)